# شوكة حرقفية خلفية سفلية
الشوكة الحرقفية الخلفية السفلية هي أحد الشوكتين الموجودتين على الحد الخلفي لجناح رأس الورك. أسفل الشوكة توجد الثلمة الوركية الكبرى.